# Pontedassio
Pontedassio est une commune italienne d'environ 2 400 habitants située dans la province d'Imperia, dans la région Ligurie, dans le nord-ouest de l'Italie.

## Administration
| Période                                  | Période | Identité | Étiquette | Qualité |
| ---------------------------------------- | ------- | -------- | --------- | ------- |
|                                          |         |          |           |         |
| Les données manquantes sont à compléter. |         |          |           |         |

### Communes limitrophes
Chiusanico, Chiusavecchia, Diano Arentino, Imperia (Italie), Lucinasco, Vasia